# Лемма Шварца
Лемма Шварца — классический результат комплексного анализа о гармонических отображениях из круга в себя.
Названа в честь Карлa Шварцa.

## Формулировка
Пусть {\displaystyle \Delta =\{z:|z|<1\}} — единичный круг на комплексной плоскости {\displaystyle \mathbb {C} }. Далее, пусть функция {\displaystyle f} аналитична в {\displaystyle \Delta } и удовлетворяет двум условиям:
1. {\displaystyle f(0)=0};
2. {\displaystyle f(\Delta )\subset {\overline {\Delta }}}, или, что равносильно, {\displaystyle |f(z)|\leqslant 1}.

Тогда:
1. {\displaystyle |f(z)|\leqslant |z|} в {\displaystyle \Delta };
2. {\displaystyle |f'(0)|\leqslant 1}.

Более того, оба эти неравенства превращаются в равенства тогда и только тогда, когда функция имеет вид {\displaystyle f(z)=e^{i\varphi }z} , то есть она сводится к повороту.
Идея доказательства в том, что функция {\displaystyle f(z)/z} будет аналитичной при {\displaystyle |z|<1} и применения к ней принципа максимума для гармонических функций.

## Вариации и обобщения
- Лемма Шварца применением к исходному кругу дробно-линейного отображения автоматически ведёт к более общему утверждению — теореме Шварца — Пика.